# Vicente Bejarano
Vicente Bejarano Herrera, más conocido como Vicente Bejarano, nacido el 24 de octubre de 1972 en La Puebla del Río (Provincia de Sevilla), es un torero español.

## Presentación y carrera
Permaneció prácticamente en el anonimato hasta que toma su alternativa el 15 de agosto de 1996 en Sevilla de la mano de Pepe Luis Vázquez, con Fernando Cepeda como testigo, brilló especialmente ese día, pero solo recibió una ovación y ningún trofeo. Su confirmación de alternativa tuvo lugar en condiciones similares, el 15 de mayo de 1999 en Madrid ante el toro de nombre Ciclón de la ganadería de José Luis Pereda, con José Luis Moreno como padrino y José Ignacio Uceda Leal como testigo.
En Francia debutó junto a Richard Milian y Francisco José Porras, en Aignan, (en Gers), frente a toros de la ganadería El Sierro, el 23 de abril de 2000.
Después de una carrera honorable, actualmente aparece en muy pocos carteles. En 2008, ocupó el puesto 179 del escalafón.
Mantiene una relación estable desde hace más de dos décadas con Sara González Mateos madre de sus dos hijas Lola Violeta (7 de diciembre de 2008) y María Sara (30 de diciembre de 2011)